# Nothroctenus sericeus
Nothroctenus sericeus là một loài nhện trong họ Ctenidae.
Loài này thuộc chi Nothroctenus. Nothroctenus sericeus được Cândido Firmino de Mello-Leitão miêu tả năm 1929.